# Alfred Loewenstein
Alfred Leonard Loewenstein (Bruselas, 11 de marzo de 1877 - Canal de la Mancha, 4 de julio de 1928), también conocido como Capitán Loewenstein por su participación en la Primera Guerra Mundial, fue un financiero belga que tuvo un papel relevante en la financiación de grandes proyectos hidroeléctricos en el primer cuarto del siglo XX. Creó una sociedad matriz, Sidro, con intereses en la Barcelona Traction y otras empresas similares. En su momento fue uno de los hombres más ricos del mundo. En su apogeo, en la década de 1920, los negocios de Loewenstein valían alrededor de 12 millones de libras esterlinas de la época (equivalente a 769,2 millones de £ en 2021), lo que lo convirtió en la tercera persona más rica del mundo en ese momento. Su riqueza provenía de las inversiones en energía eléctrica y negocios de seda artificial cuando esas industrias estaban en su infancia. Falleció en extrañas circunstancias, saltando de su avión privado cuando volaba sobre el Canal de la Mancha.
Su padre, Bernard, era alemán de origen judío, y había trabajado en la banca en Bélgica tras casarse con la hija de un banquero belga. Alfred era católico practicante y se casó con Madelaine Missone en agosto de 1908, cuando ella tenía veinte años. Tuvieron un hijo, Robert, que murió en la Segunda Guerra Mundial.

## Vida profesional

### Inicios
Tras la muerte de su padre, Alfred Loewenstein se inició en los negocios bancarios. Desde su oficina de Bruselas captaba fondos de la Europa continental para grandes proyectos, con un gran conocimiento de los mecanismos que diferenciaban el mundo de las inversiones del continente del de la City de Londres.
En 1904 invirtió en una compañía de Río de Janeiro, Gaz de Rio, en un momento en que el ingeniero y emprendedor canadiense Frederick Stark Pearson creaba en Brasil las empresas que acabarían conformando la Brazilian Traction. Con este nexo común conoció a Pearson y a William Mackenzie, conocido como el padre del sistema ferroviario canadiense. Lo que necesitaban Pearson y Mackenzie era un banquero que les proporcionara capitales europeos para sus proyectos en América Latina, concretamente Brasil (Sao Paulo y Río de Janeiro) y en Ciudad de México, ejecutando Loewenstein este trabajo correctamente.
También participó en otros negocios que le rindieron muchos beneficios, como la fabricación artificial de seda, esta vez con James Dunn, canadiense establecido en Londres, como socio. La sociedad usada para adquirir British Celanese, el fabricante de seda artificial, fue International Holding and Investment Co. De esta época se cita una frase suya que se hizo famosa: "Todo hombre quiere comprar medias de seda para su esposa y ropa interior de seda para su amante, y cuando ha comprado la ropa interior de seda para su amante, su conciencia le induce a comprar más medias de seda para la esposa."
Fue el miembro belga del sindicato financiero que promovió la Barcelona Traction, perteneciendo al consejo de administración entre 1918 y 1925.

### La Sidro
Una vez finalizada la Primera Guerra Mundial quiso encabezar por sí mismo un grupo de empresas eléctricas y de tranvías. En el mes de enero de 1922 propuso a Dannie Heineman, director de Sofina, una alianza para controlar la Barcelona Traction, propuesta que Heineman rechazó. El 31 de enero de 1923 Loewenstein constituyó la sociedad Sidro. Sus socios fueron James Dunn, también promotor de la Barcelona Traction, así como las sociedades del sindicato anglo-canadiense de la Barcelona Traction, la Guarantee Insurance and Investment Company accionista de referencia de la Barcelona Traction y la Canadian and General Finance. El conjunto de socios aportó al activo de la sociedad importantes paquetes de acciones privilegiadas de la Barcelona Traction, de forma que a partir de 1924 la Sidro controlaba la Barcelona Traction.
En 1924 adquirió un paquete de control de la Mexican Light and Power. Pero graves problemas financieros provocaron la venta de sus acciones de la Sidro. El comprador fue Sofina, de forma que esta sociedad pasó a controlar, indirectamente, la Barcelona Traction.

### Pérdida de control del negocio de la seda
En el mes de marzo de 1926 perdió el control de la sociedad fabricante de seda artificial British Celanese, la cual le había dado muchos beneficios.

### El intento de control de laBrazilian Traction

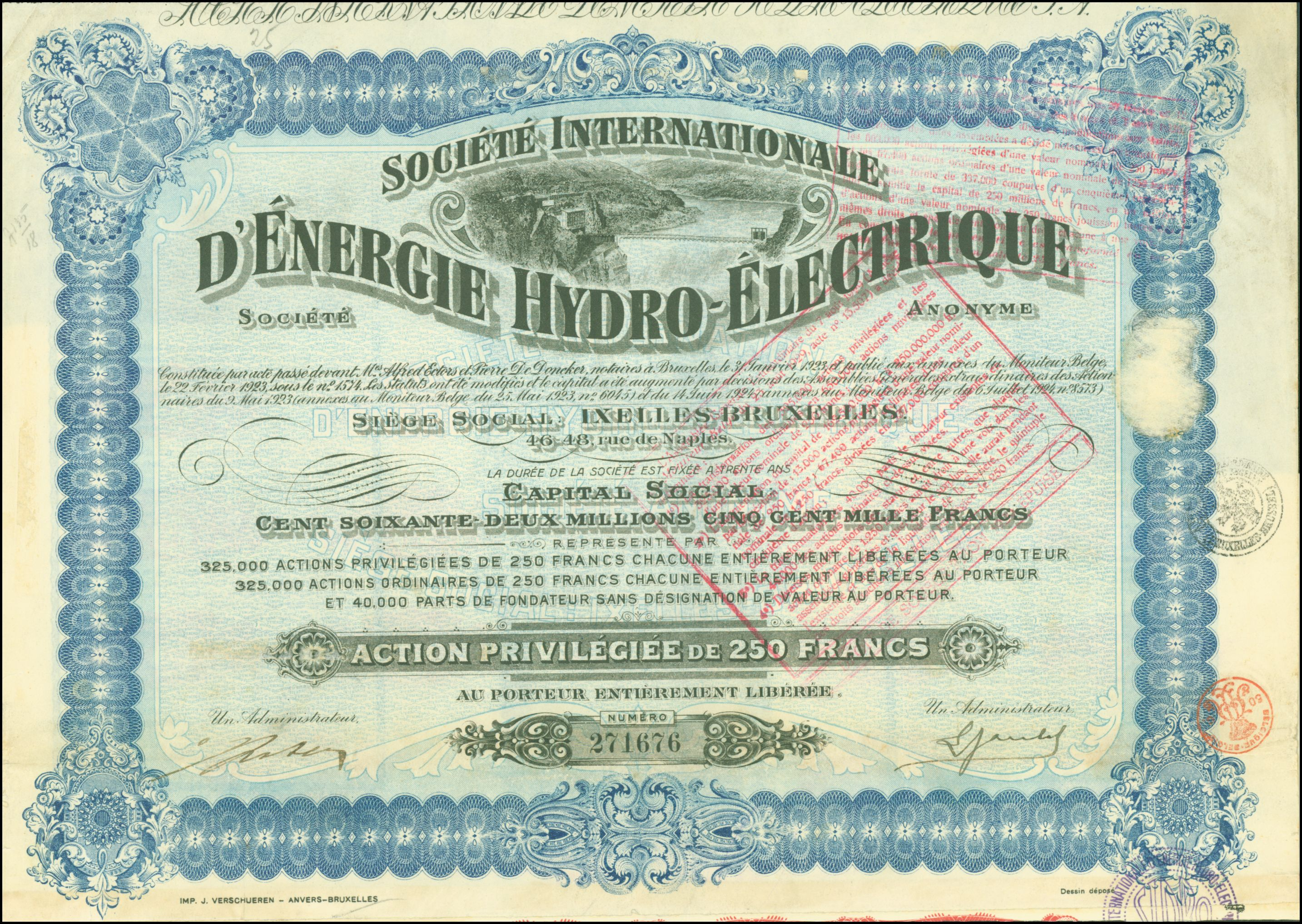
Acción de 250 francos de la Internationale d'Énergie Hydro-Électrique en julio de 1924

En 1926 constituyó en Montreal, Canadá, otro grupo de empresas, Hydro-Electric Securities, con el mismo objetivo, esta vez enfocado al mercado americano. Ese año intentó obtener el control de la Brazilian Traction, ofreciendo a sus accionistas un intercambio de acciones de la Brazilian Traction por acciones de Hydro-Electric Securities. La propuesta no prosperó, teniendo en su contra al sindicato canadiense accionista de referencia de la empresa y al presidente del consejo de administración de la compañía, Alexander Mackenzie. El motivo era simple: mientras que la Barcelona Traction no tenía resultados económicos satisfactorios y tenía que hacer frecuentes reestructuraciones de la deuda e incluso reducir el valor del capital, la Brazilian Traction presentaba unos buenos resultados. Poner bajo un mismo paraguas a las dos sociedades perjudicaba a los accionistas de la Brazilian Traction. El hecho de querer hacer la compra en contra de la voluntad del accionista de referencia le ganó la enemistad de los que hasta entonces habían sido sus colegas.
En 1927 Alfred Loewenstein tuvo que vender sus acciones de la Sidro a la Sofina, así como las que había conseguido de la Brazilian Traction a la banca londinense Baring Brothers.

### El intento de compra de la Banca de Bruselas
En 1928 Alfred Loewenstein decidió adquirir una posición de control en la Sofina, y para ello quiso adquirir el Banco de Bruselas, accionista de referencia de Sofina y poder sumar su participación en la empresa con las acciones de Sofina que Loewenstein ya tenía. Su proyecto fracasó después de semanas de turbulencia bursátil en Bruselas.
Sus objetivos lo acabaron convirtiendo en un rival del sindicato financiero de Toronto (que controlaba la Brazilian Traction), y de Dannie Heineman, administrador de la Sofina.

## Vida personal

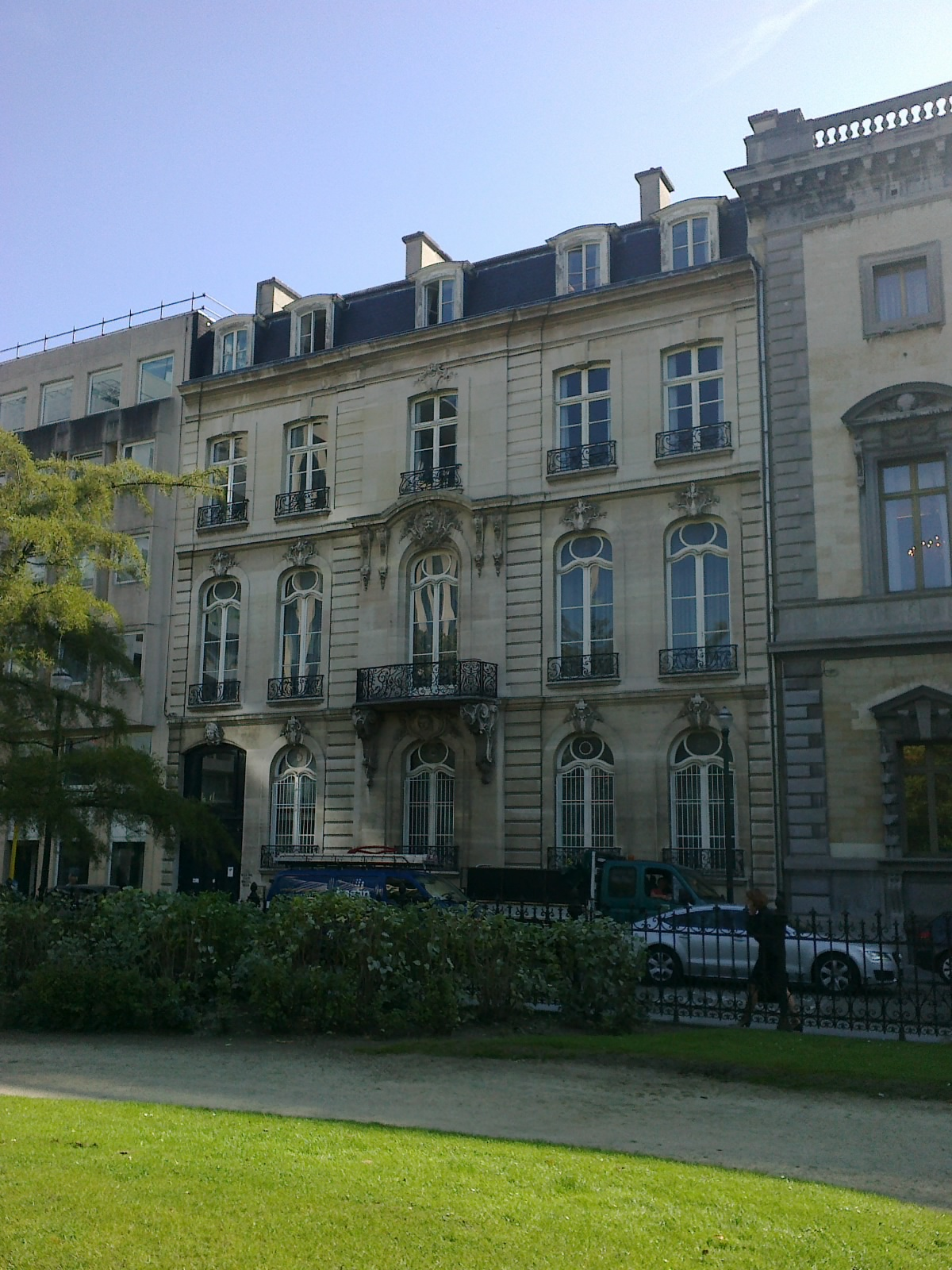
Mansión de Alfred Loewensteinen en Bruselas.

La invasión alemana de Bélgica en 1914 lo hizo huir al Reino Unido, donde acabó residiendo de forma permanente. Aficionado a las carreras de caballos, al boxeo, al billar y a la natación, no bebía ni fumaba. En la década de 1920 viajaba constantemente en su propio avión particular cuando esto era visto como una costosa excentricidad. A menudo lo hacía acompañado de su secretario personal, dos secretarias y un masajista, haciendo más notoria su presencia allí donde fuera. Cuando se bañaba en la playa de su residencia de Biarritz, también se hacía acompañar por dos asistentes y tres secretarias.
Tampoco mostraba moderación en la compra de residencias; en la década de 1920 adquirió para él una mansión en Bruselas que más tarde se convertiría sucesivamente en la embajada de Canadá, de los Países Bajos y finalmente en la sede del consejo de estado belga, otra mansión en Biarritz y en Inglaterra un castillo dentro de una propiedad de 400 hectáreas. También tenía una colección de coches de lujo, entre ellos un Rolls-Royce. Su particular estilo teatral de hacer negocios hacían que fuera visto a menudo como un excéntrico, comportamiento que se acentuó a partir de la caída de un caballo en 1926.
A lo largo de su vida, Alfred Loewenstein fue consultado por numerosos jefes de Estado y el gobierno británico lo hizo miembro de la Orden del Baño.

## Desaparición
Al atardecer del 4 de julio de 1928, Loewenstein salió del aeropuerto inglés de Croydon para volar a Bruselas en su avión privado, un trimotor Fokker F.VII, junto con seis personas más. El cielo estaba despejado y no se esperaban vientos fuertes.
Donald Drew, el piloto, había comentado que iba a ser un vuelo muy tranquilo. Lo acompañaba el mecánico Robert Little. Tanto Drew como Little se metieron en la cabina, que tenía una entrada independiente y dejaba al área de pilotos aislada del resto de los pasajeros. Entre los que viajaban, además del magnate, estaban Arthur Hodgson, su secretario; Fred Baxter, su ayuda de cámara; y dos estenógrafas, Paula Bidalon y Eileen Clarke.
Mientras la aeronave atravesaba el canal de la Mancha a 1 200 metros de altitud, Loewenstein se dirigió a la parte posterior del avión para utilizar el lavabo, al que se accedía por la puerta trasera de la cabina principal de pasajeros, la cual daba paso a un pequeño espacio con dos puertas: la de la izquierda daba al lavabo, mientras que la de la derecha era la puerta al exterior de la aeronave.
Cuando llevaba demasiado tiempo sin reaparecer, el secretario de Loewenstein fue a buscarlo y descubrió que el lavabo estaba vacío y que la puerta de entrada de la aeronave estaba abierta y batiendo. Todos los integrantes del viaje afirmaron su creencia de que Loewenstein habría caído por la puerta trasera del avión varios centenares de metros hasta su muerte en el canal de La Mancha.
Lo más apropiado habría sido que el avión se desviara a la pista de aterrizaje en Saint-Inglevert, situada entre Calais y Dunkerque. Aquí, el piloto podría haber alertado a la guardia costera de la desaparición de Loewenstein. En cambio, Donald Drew aterrizó el avión en lo que creía que era una playa desierta cerca de Dunkerque. La playa estaba siendo utilizada para entrenamiento por una unidad militar. Inmediatamente los militares comenzaron a correr por la playa en dirección al aparato y empezaron a hacer preguntas, en el momento en el que los pasajeros y la tripulación habían desembarcado. El piloto Drew se comportó de manera particularmente extraña, evadiendo sus preguntas durante media hora, hasta que finalmente admitió que habían perdido a Alfred Loewenstein en algún lugar del Canal de la Mancha.
Su cadáver fue encontrado el 19 de julio, más de dos semanas más tarde, y estaba tan descompuesto, que hubo que identificarlo por su reloj de pulsera. En el momento de su muerte era presidente de International Holdings e Hydro-Electric Securities.

### Teorías
Una explicación plausible es que Loewenstein fue arrojado por la fuerza del avión por el ayuda de cámara, Fred Baxter, posiblemente a instancias de la esposa de Loewenstein, Madeleine. Ella tenía una relación muy fría con su esposo y estaba desesperada por tener en sus manos su fortuna. Las seis personas a bordo estarían casi seguramente al tanto del asesinato. De hecho, probablemente lo habían planeado cuidadosamente de antemano. Una teoría de por qué el Fokker aterrizó en la playa fue para que se pudiera instalar una nueva puerta trasera, ya guardada a bordo del avión, para reemplazar la que se cayó sobre el Canal. Esto encaja perfectamente con la historia de un pescador francés que recordó haber visto algo así como un paracaídas cayendo del cielo precisamente en el momento en que Loewenstein desapareció. Este "paracaídas" era muy posiblemente la puerta trasera. Nadie fue acusado del asesinato, en cuanto a Loewenstein, era tan impopular entonces que terminó siendo enterrado en una tumba sin nombre.
En 1987, William Norris escribió la historia de Loewenstein en un libro titulado The Man Who Fell From the Sky (Nueva York: Viking, 1987). Norris presenta pruebas en apoyo de su caso de que, si la muerte de Loewenstein no fue una conspiración de rivales y asociados comerciales, existía cierto oportunismo con respecto a la muerte del magnate y su seguro. También muestra que los eventos posteriores se ignoran con frecuencia, como el hecho de que el hijo de Loewenstein, Robert, disparó a uno de los sirvientes de la familia en extrañas circunstancias alrededor de una década después de la tragedia. El hijo murió en un accidente de aviación en 1941 mientras servía en el Air Transport Auxiliary. Norris concluyó que Loewenstein había sido arrojado del avión por el piloto, Donald Drew, a instancias de Madeleine Loewenstein, el motivo era obtener el control de su fortuna. Sugirió que la puerta trasera del avión se eliminó por completo mientras estaba en el aire, y que más tarde se instaló un reemplazo en la playa de St. Pol.
Los escritores de crímenes Robert y Carol Bridgestock han especulado que Loewenstein fingió su propia muerte y desapareció debido a las irregularidades financieras en sus negocios. Esta teoría estaría respaldada por el hecho de que el cuerpo fue enterrado en una tumba sin nombre, y que su esposa no asistió al funeral.
Las extrañas circunstancias de su muerte provocaron que una parte de los que lo conocían pensara en un suicidio, inducido por las dificultades económicas. Otra parte lo atribuyó a un accidente; el hecho de que dejara en la silla del avión el cuello postizo, la corbata y su alfiler podían hacer pensar en que se encontró mal y quisiera tomar el aire, -eso si, de una forma imprudente -. Un informe forense concluyó que tenía el cráneo fracturado, varios huesos rotos y estaba con vida cuando impactó en el agua.